# Veterinärstyrelsen
Veterinärstyrelsen var en statlig svensk myndighet som verkade åren 1947–1971. Den bildades genom att de veterinärmedicinska frågorna bröts ut ur Medicinalstyrelsen till en egen myndighet. Från 1 januari 1972 togs uppgifterna över av dels Statens Livsmedelsverk (bland annat besiktningsveterinärorganisationen) och dels av Lantbruksstyrelsen (bland annat distriktsveterinärorganisationen).

## Överdirektörer och chefer
- 1947–1960: Gustaf Adolf Bouveng
- 1960–1967: Gösta Björkman

## Generaldirektör och chef
- 1967–1971: Gösta Björkman